# Lordsburg (Novo México)
Lordsburg é uma cidade localizada no estado americano de Novo México, no Condado de Hidalgo.

## Demografia
Segundo o censo americano de 2000, a sua população era de 3379 habitantes.
Em 2006, foi estimada uma população de 2762, um decréscimo de 617 (-18.3%).

## Geografia
De acordo com o United States Census Bureau tem uma área de 21,7 km², dos quais 21,7 km² cobertos por terra e 0,0 km² cobertos por água. Lordsburg localiza-se a aproximadamente 1362 m acima do nível do mar.

## Localidades na vizinhança
O diagrama seguinte representa as localidades num raio de 68 km ao redor de Lordsburg.